# شانا گرنت
شانا گرنت (انگلیسی: Shauna Grant؛ زاده ۳۰ مهٔ ۱۹۶۳ درگذشته ۲۳ مارس ۱۹۸۴) بازیگر پورنوگرافی اهل ایالات متحده آمریکا و اهل کتاب بود.